# T-5教練機
T-5教練機是一款由富士重工為日本海上自衛隊研製的初級教練機。

## 發展
T-5是用於替代老舊的KM-2，作為日本海上自衛隊的新一代教練機。KM-2D(T-5)於1984年6月28日首飛，並於1985年2月14日獲得認證。KM-2Kai是KM-2D的改進型，並配備並排座椅和滑動頂篷的現代化駕駛艙。T-5是全金屬低翼懸臂單翼飛機，它有一個可伸縮的三輪起落架，主起落架向內收起，前起落架向後收起。

## 外部連結
（页面存档备份，存于）